# Lothal
Lothal (gujarâtî : લોથલ, littéralement le « mont des morts ») est un site archéologique indien découvert en 1954 par le docteur S. R. Rao et remontant à 4 500 ans. C'était alors un port important de la civilisation de la vallée de l'Indus, probablement le plus au sud de ses avant-postes.
Lothal est situé dans l'État indien du Gujarat, à environ 80 km au sud-ouest d'Ahmedabad, au fond du golfe de Cambay.
La ville était un centre prospère de 2440 av. J.-C. à 1900 av. J.-C., période où elle faisait partie de la civilisation de l'Indus, elle a survécu ensuite comme centre de peuplement jusqu'au XVIe siècle av. J.-C., mais durant cette dernière période, elle devait avoir été investie par une peuplade locale qui se serait installée dans ses murs. 
Comme pour les autres villes de la civilisation de l'Indus, Lothal profite d'une architecture et d'un urbanisme réfléchis. Les fouilles ont montré que la ville était organisée en deux parties : la partie haute où vivaient les dirigeants et notables et la partie basse où vivait le petit peuple.
La ville entière profitait d'un réseau d'évacuation des eaux usées, de rues pavées, de puits et d'une pièce de bain dans chaque maison, dont certaines comportaient deux ou trois niveaux et étaient construites sur une plate-forme pour les protéger de la montée des eaux.

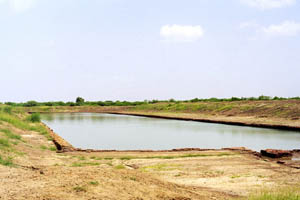
Le bassin d'accostage.

La partie le plus remarquable de Lothal était son bassin de 215 m sur 35 m et 4 m de profondeur, qui offrait un accostage pour les bateaux marchands. Un chenal au nord le reliait à la Sabarmati, un fleuve navigable. Près du quai se trouvaient des entrepôts pour le stockage des cargaisons apportées par les bateaux. 
Lothal était un centre actif d'échanges avec la Mésopotamie, l'Égypte et la Perse. On retrouve sur le site une manufacture où étaient fabriquées des perles de diverses matières, dont la cornaline, et qui devaient jouir d'une certaine notoriété puisqu'en retrouve à de grandes distances, sur des sites très éloignés. La poterie était également issue d'un centre de production prospère. Les ruines d'un autel suggèrent que les habitants de Lothal adoraient des formes de divinités liées au feu et à la mer. 
Le système de poids et mesures de l'Indus était en usage à Lothal. Les briques étaient d'un rapport standard 100 × 50 × 25, et un système décimal était employé pour mesurer les longueurs.